# Reesa vespulae
Reesa vespulae is een keversoort uit de familie spektorren (Dermestidae). De wetenschappelijke naam van de soort werd in 1939 gepubliceerd door Milliron.